# Australian Open 2024 - Quad doppio
Sam Schroder e Niels Vink erano i campioni in carica, ma si sono arresi in semifinale, ancor prima di gareggiare. Sono diventati campioni per la prima volta Andy Lapthorne e David Wagner, battendo in finale Donald Ramphadi e l'israeliano Guy Sasson con il punteggio di 6–4, 3–6, [10–2].

## Teste di serie
1. Sam Schroder /  Niels Vink (semifinale, ritirati)

1. Heath Davidson /  Robert Shaw (semifinale)

## Tabellone

### Legenda
| - Q = Qualificato - WC = Wild card - LL = Lucky loser | - ALT = Alternate - SE = Special Exempt - PR = Protected Ranking | - w/o = Walkover - r = Ritirato - d = Squalificato |

|  | Quarti di finale | Quarti di finale              | Quarti di finale              | Quarti di finale | Quarti di finale |  |  | Semifinale | Semifinale                  | Semifinale                  | Semifinale                  | Semifinale |   |      | Finale | Finale                     | Finale | Finale | Finale |  |
|  |                  |                               |                               |                  |                  |  |  |            |                             |                             |                             |            |   |      |        |                            |        |        |        |  |
|  | 1                | Sam Schroder Niels Vink       | Sam Schroder Niels Vink       | 6                | 6                |  |  |            |                             |                             |                             |            |   |      |        |                            |        |        |        |  |
|  |                  | Francisco Cayulef Diego Pérez | Francisco Cayulef Diego Pérez | 1                | 2                |  |  | 1          | Sam Schroder Niels Vink     | Sam Schroder Niels Vink     | Sam Schroder Niels Vink     |            |   |      |        |                            |        |        |        |  |
|  |                  | Ahmet Kaplan Tomáš Masaryk    | Ahmet Kaplan Tomáš Masaryk    | 5                | 1                |  |  |            | Donald Ramphadi Guy Sasson  | Donald Ramphadi Guy Sasson  | Donald Ramphadi Guy Sasson  | w/o        |   |      |        |                            |        |        |        |  |
|  |                  | Donald Ramphadi Guy Sasson    | Donald Ramphadi Guy Sasson    | 7                | 6                |  |  |            |                             |                             |                             |            |   |      |        | Donald Ramphadi Guy Sasson | 4      | 6      | [2]    |  |
|  |                  | Andy Lapthorne David Wagner   | Andy Lapthorne David Wagner   | 6                | 6                |  |  |            |                             |                             | Andy Lapthorne David Wagner | 6          | 3 | [10] |        |                            |        |        |        |  |
|  |                  | Ali Ataman Ymanito Silva      | Ali Ataman Ymanito Silva      | 0                | 1                |  |  |            | Andy Lapthorne David Wagner | Andy Lapthorne David Wagner | 6                           | 6          |   |      |        |                            |        |        |        |  |
|  |                  | Finn Broadbent Gregory Slade  | Finn Broadbent Gregory Slade  | 0                | 0                |  |  | 2          | Heath Davidson Robert Shaw  | Heath Davidson Robert Shaw  | 3                           | 2          |   |      |        |                            |        |        |        |  |
|  | 2                | Heath Davidson Robert Shaw    | Heath Davidson Robert Shaw    | 6                | 6                |  |  |            |                             |                             |                             |            |   |      |        |                            |        |        |        |  |